# Mehdi Paszazadeh
Mehdi Paszazadeh (per. مهدی پاشازاده, ur. 27 grudnia 1973 w Teheranie) – piłkarz irański grający na pozycji środkowego obrońcy.

## Kariera klubowa
Paszazadeh urodził się w stolicy Iranu, Teheranie. Karierę piłkarską rozpoczął w tamtejszym klubie Esteghlal Teheran. W 1994 roku zadebiutował w jego barwach w irańskiej pierwszej lidze. W 1996 roku osiągnął swój pierwszy sukces w karierze, którym było zdobycie Pucharu Hazfi, czyli Pucharu Iranu. Z kolei w sezonie 1997/1998 sięgnął z Esteghlalem po mistrzostwo Iranu, swoje pierwsze w karierze i pierwsze dla tego klubu od 1990 roku.
Latem 1998 roku, po Mundialu we Francji Paszazadeh przeszedł do niemieckiego Bayeru 04 Leverkusen. Zawodnikiem Bayeru był przez jeden sezon, ale nie przebił się do pierwszego składu i nie zadebiutował w pierwszej lidze Niemiec. W 1999 roku odszedł do drugoligowej Fortuny Köln, ale i w tym klubie nie był członkiem wyjściowej jedenastki i zaliczył zaledwie trzy ligowe spotkania.
W 2000 roku Paszazadeh wrócił do Iranu i do zespołu Esteghlal. W 2001 roku wywalczył swój drugi tytuł mistrza kraju. Z kolei w 2002 roku został wicemistrzem ligi irańskiej, a także zdobył kolejny krajowy puchar. W Esteghlalu Mehdi grał do końca sezonu 2002/2003.
Latem 2003 Irańczyk ponownie zdecydował się na grę w Europie. Trafił do Austrii, do Rapidu Wiedeń. W Rapidzie był podstawowym zawodnikiem i sezon 2003/2004 zakończył na 4. miejscu w austriackiej Bundeslidze. Po sezonie odszedł do Sturmu Graz, ale wystąpił tam tylko w czterech spotkaniach rundy jesiennej, a wiosną został piłkarzem VfB Admira Wacker Mödling. W 2007 roku spadł z Admirą do drugiej ligi i zdecydował się zakończyć sportową karierę.

## Kariera reprezentacyjna
W reprezentacji Iranu Paszazadeh zadebiutował w 1996 roku. W 1998 roku został powołany przez Dżalala Talebiego do kadry na Mistrzostwa Świata we Francji. Tam był podstawowym zawodnikiem Iranu i wystąpił we wszystkich trzech grupowych spotkaniach: przegranych 0:1 z Jugosławią oraz 0:2 z Niemcami, a także w wygranym 2:1 ze Stanami Zjednoczonymi. Po Mundialu przestał występować w drużynie narodowej, a łącznie zagrał w niej 14 razy.